# 演繁露
《演繁露》又作《演蕃露》、《程氏演繁露》十六卷，續編六卷，宋代程大昌著。
此書依據董仲舒之《春秋繁露》推演而成。全書以格物致知為宗旨，記載了三代至宋朝的雜事共四百八十八則。據說高文虎曾借閱此書，文虎之子高似孙曾竊窺《演繁露》而著《繁露詰》，與之爭勝，但高書今已不存。晚年寓居乡里，又作《续编》六卷，分制度、文类、诗事、谈助四门，共二百二十九则。四库館臣评价其于“名物典故，考证详明，实有资于小学”。《演繁露》今有學津本、四庫本、儒學警悟本、鄧渼本。